# Cà-sa

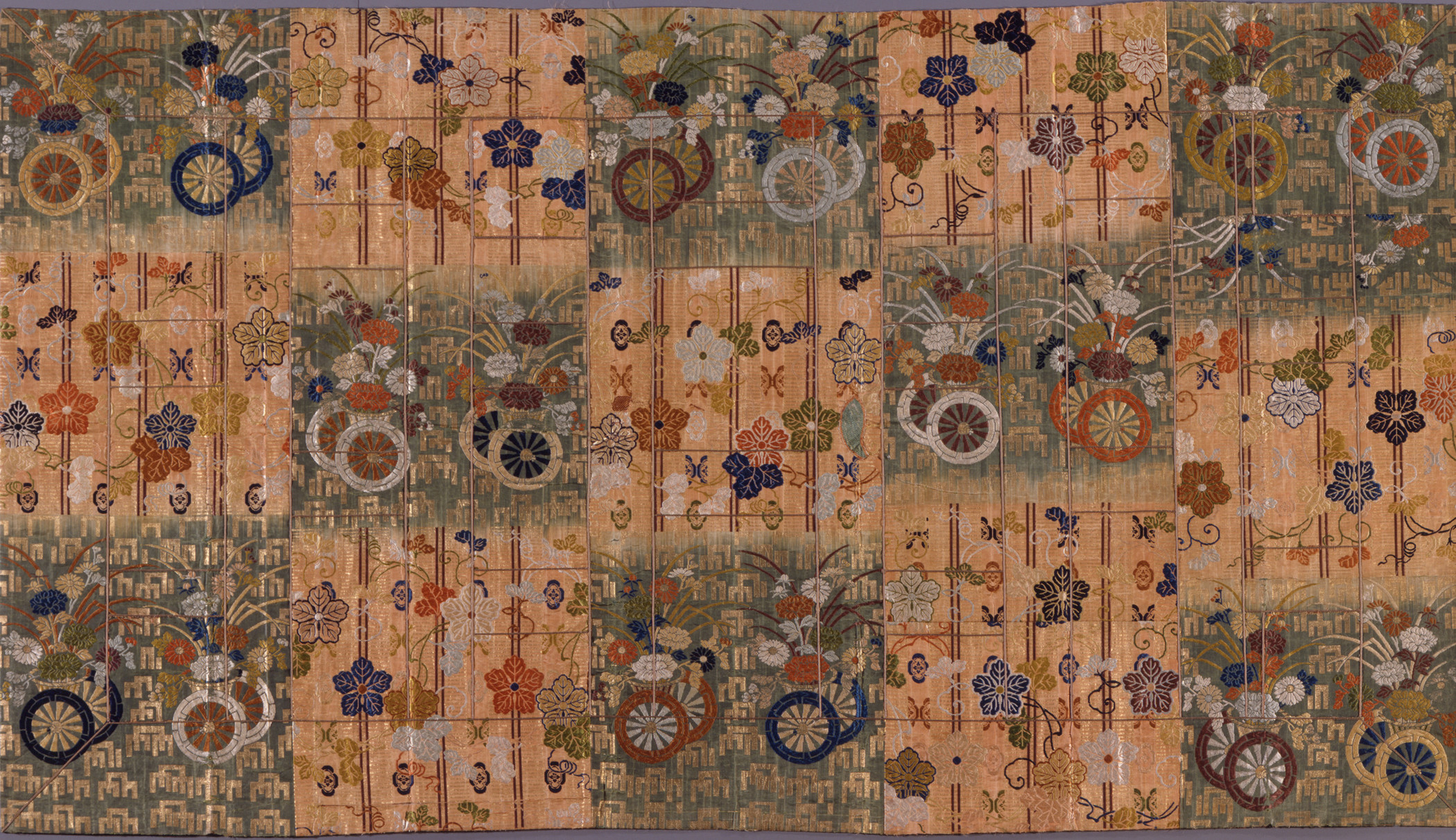
Japanese Kesa of Mabur

Cà-sa hay cà sa duệ (phiên âm latinh từ tiếng Phạn: Kasāya, chữ Hán: 袈裟野) là một loại áo dài mặc ngoài của giới tăng lữ Phật giáo, được may bằng các mảnh vải ghép lại, có hình chữ nhật dài để quấn quanh người. Tượng trưng cho ruộng phước điền lấy tâm làm cày, người mặc áo cà sa là người đại phước, giúp hỗ trợ tăng trưởng phước báu nhanh chóng. Tương truyền có con khỉ mặc áo cà sa nghịch rồi sau đó ngã cây chết tươi vì phước báu của cà sa quá lớn, lập tức đầu thai siêu sinh thoát thân khỉ.

## Lịch sử
Sau khi đức Phật thành đạo, tăng đoàn bắt đầu được thành lập, dù Đức Phật không còn chủ trương khổ hạnh mà đi theo con đường trung đạo, Ngài và các đệ tử của Ngài vẫn giữ lối ăn mặc của các khất sĩ đương thời, không có quy cách riêng về y phục cho Tăng đoàn. Điều này làm cho vua Tần Bà Sa La gặp khó khăn khi ông muốn cúng dường các vị tu sĩ Phật giáo. Do đó, ông đã thỉnh cầu Phật cho tu sĩ Phật giáo có được pháp phục riêng biệt. Lúc đó, Phật và ngài A Nan đang trên đường du hành phương Nam để thuyết pháp, nhìn những thửa ruộng ngăn nắp trên cánh đồng bên đường, Đức Phật bảo ngài A Nan theo hình ảnh đó làm mẫu pháp phục cho chư Tăng, Ni. Vì vậy chúng ta thường gọi cà sa là áo ruộng phước (phước điền). Cúng dường hay tu hành trong ngôi tam bảo, ba kho báu Phật Pháp Tăng là đang gieo trồng phước đức rộng lớn cho chính mình, sau này sẽ thu hoạch được phước báu bội thu.

## Phân loại
Áo cà-sa có ba loại: to, vừa và nhỏ. Loại to gồm 9 - 25 mảnh vải (còn gọi cửu điều), loại vừa có 7 mảnh (còn gọi thất điều), loại nhỏ dùng 5 mảnh (còn gọi ngũ điều). Loại vừa và nhỏ thường được mặc bên trong. Màu áo tuỳ theo vùng: Ấn Độ thường dùng màu vàng sẫm; Trung Quốc dùng màu đỏ đen, đến đời Vũ Hậu đời Đường cho tăng ni dùng thêm màu tím; Nhật Bản dùng màu trà sẫm; Việt Nam dùng màu nâu và vàng sẫm.